# Los tres mosqueteros (película de 1948)
Los tres mosqueteros (título original: The Three Musketeers) es una película estadounidense de 1948, dirigida por George Sidney y producida por Pandro S. Berman para los estudios de Metro Goldwyn Mayer. Se trata de una adaptación de la novela de Alexandre Dumas con guion de Robert Aldrey.

## Resumen
Es una historia de aventuras ambientada en Francia en el siglo XVII, donde un joven provinciano oriundo de Gascuña, D'Artagnan, llega a París para unirse al cuerpo de los Mosqueteros del Rey. Junto a los tres mosqueteros del Rey Luis XIII, Athos, Porthos y Aramis defienden los intereses de la monarquía ante las intrigas del cardenal Richelieu y su principal secuaz, Milady de Winter.

## Reparto
Los papeles principales los interpretan Gene Kelly (D'Artagnan), Lana Turner (Milady de Winter), June Allyson (Constance Bonacieux), Vincent Price (Cardenal Richelieu), Van Heflin (Athos), Gig Young (Porthos), Robert Coote (Aramis), Keenan Wynn (Planchet), Angela Lansbury (Ana de Austria), Ian Keith (Rochefort), Frank Morgan (Luis XIII), John Sutton (Duque de Buckingham) y Reginald Owen (Señor de Treville). También participaron en la misma, aunque con roles secundarios: Patricia Medina, como Kitty la camarera de Milady de Winter, y Richard Stapley que debutó en esta película en el papel de Albert.

## Estructura
El film mantiene una estructura narrativa similar a las películas musicales, donde las escenas de canto y baile son reemplazadas por las de duelos de espadas entre los mosqueteros y los agentes de Richelieu. En la primera parte de la película predomina cierto tono de comedia, que va desapareciendo a medida que avanza la acción y la intriga, y su segunda parte si bien no decae la tónica aventurera, el drama sustituye a la comedia.
El guion respeta en líneas generales la trama original de la novela, con algunos cambios (sobre todo en la segunda parte del film), que permiten mantener la línea de acción e intriga propia del film.

## Producción
En 1947 se anunció que Metro-Goldwyn-Mayer filmaría una adaptación de Los Tres Mosqueteros. Inicialmente Louis Hayward mostró interés en dar vida a D'Artagnan, pero finalmente Gene Kelly fue el elegido.
Deborah Kerr rechazó hacer de Constance.
La mítica Cantando bajo la lluvia aprovechó metraje de «Los Tres Mosqueteros» en la parte del ficticio film The Royal Rascal.

## Recepción
Realizada en technicolor, la película tuvo ganancias de 4,2 millones de dólares en Estados Unidos, siendo una de las más exitosas de la MGM en la segunda mitad de la década del '40.